# Tipula (Yamatotipula) footeana
Tipula (Yamatotipula) footeana is een tweevleugelige uit de familie langpootmuggen (Tipulidae). De soort komt voor in het Nearctisch gebied.